# Johanne Louise Schmidt
Johanne Louise Schmidt, född 16 oktober 1983 i Skanderborg, är en dansk skådespelare.
I filmatiseringen av Jussi Adler-Olsens bokserie Avdelning Q spelar hon sekreteraren Rose Knudsen som hjälper kriminalkommissarie Carl Mørck (spelad av Nikolaj Lie Kaas) och kollegan Hafez el-Assad (spelad av Fares Fares) med att lösa kalla fall.

## Filmografi
- 2011 – Hjælp, det er jul
- 2014 – Fasanjägarna
- 2015 – Afvej
- 2016 – Flaskpost från P
- 2016 – Aftenshowet (TV-serie)
- 2017 – Small town killers
- 2018 – Journal 64
- 2019 – DNA
- 2019 – Undtagelsen
- 2020 – Oda Omvendt
- 2021 – Snöänglar (TV-serie)